# 玛堡壁纸厂
玛堡壁纸厂是欧洲最早的壁纸生产商，旗下拥有“玛堡壁纸”牌系列产品。。

## 历史

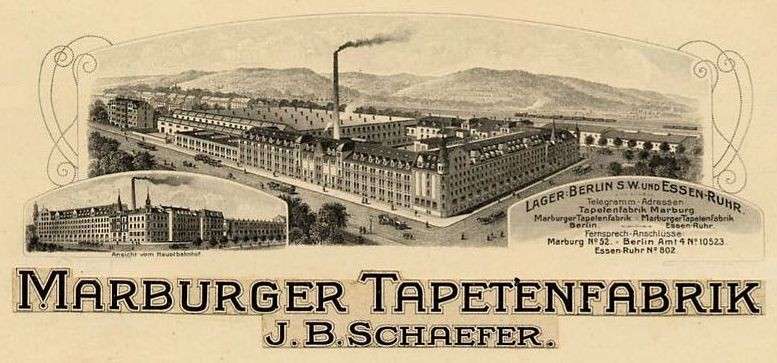
当年位于玛堡市的玛堡壁纸厂

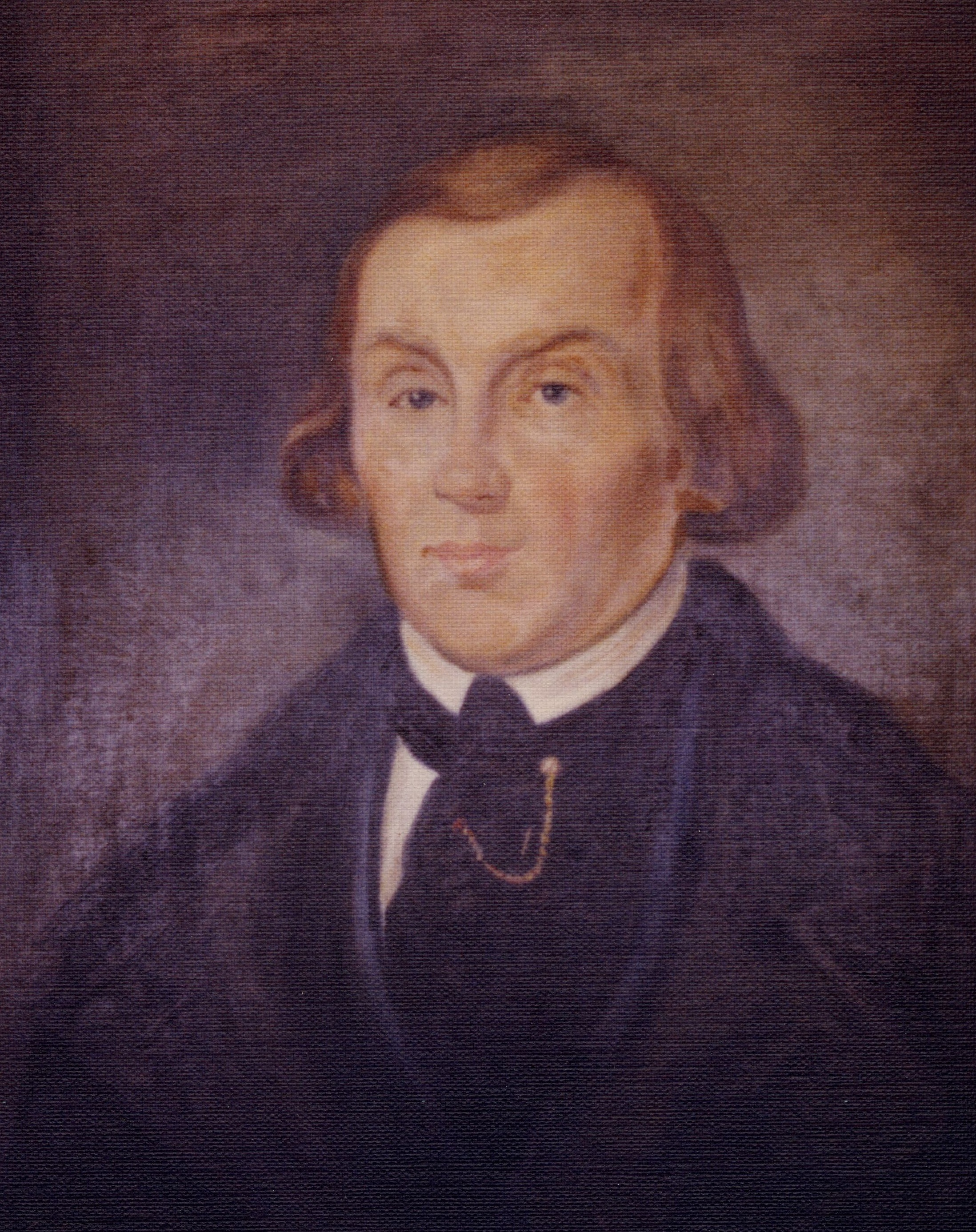
Bertram Schaefer

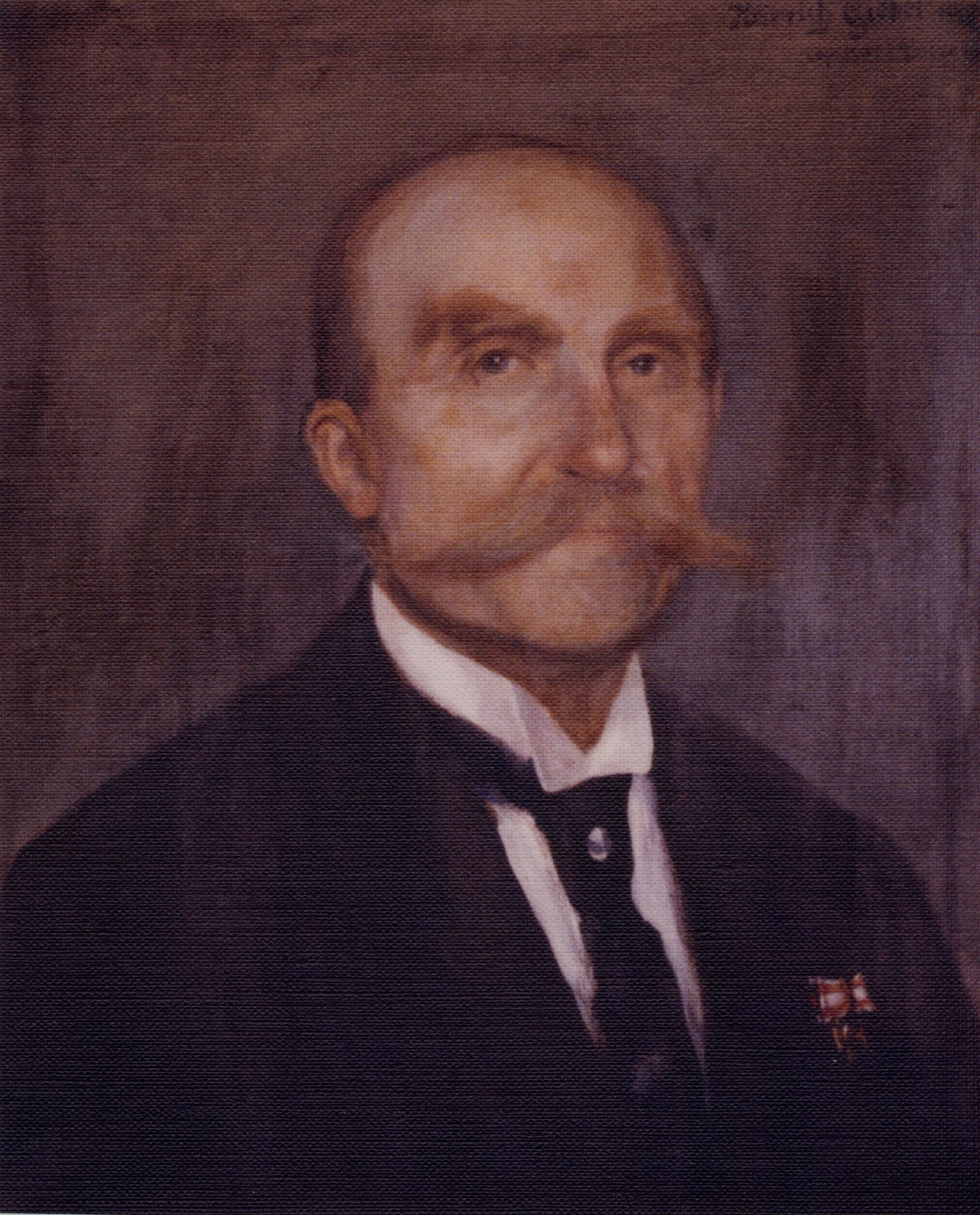
Conrad Schaefer

玛堡壁纸厂首创无规则花纹壁纸、织物壁纸和膨胀乙烯基壁纸以及丝绒纤维壁纸。
玛堡壁纸厂是一家历经五代人的家族企业。Johann Bertram Schaefer 于 1845 年在玛堡开办了一家室内装饰专卖店并于 1879 年开始制造壁纸。在第二次世界大战之前，该公司一直位于玛堡。自20世纪50年代起，公司迁至基希海因，并只在基希海因进行壁纸和墙衣的生产。
玛堡壁纸厂能够生产 4000 多种不同的壁纸。产品式样主要针对中高价位。在所有壁纸生产厂家中，玛堡壁纸厂生产的丝绒纤维壁纸占据市场最高份额。
此外，玛堡壁纸厂在生产高科技防X 射线或防电磁辐射墙衣方面也享有盛名。其防窃听壁纸就是在此技术的基础上研发而来的。
玛堡壁纸出口 80 个国家。除欧共体外，美国、俄罗斯和中国也是主要出口国家。
玛堡壁纸厂于千年交接之时推出了 Ulf Moritz 系列壁纸。之后陆续推出 Luigi Colani、Werner Berges、Karim Rashid 和 Zaha Hadid 系列。

## 环境保护和可持续发展
自 1991年 以来，所有玛堡壁纸均按照 RAL-GZ-479 标准进行生产。RAL 标准是在玛堡壁纸厂的引领下由德国壁纸行业协会制定的。
按照此标准，壁纸燃烧后只产生干净的气体，无残留。玛堡壁纸厂自1998 年以来采用余热供暖（循环经济），并委托外部专业公司进行废物处理。
玛堡壁纸厂是自 1990 年以来唯一一家通过 DIN EN ISO 9001（质量管理）认证的壁纸生产厂家。每年外部审计机构都会核查，是否允许公司保留认证。DIN EN ISO 9001 除规定了质量战略、产品开发上的生态目标外，还在对制造技术的环保性以及有环保意义的废物利用进行了规定。

## 创新
| 1990 | - 专利 – 涂刷丝绒纤维装饰结构，首创丝绒纤维壁纸   |
| 1992 | - SuproNova – 浮雕结构，不含 PVC 和软化剂（专利） |
| 1996 | - 电磁屏蔽壁纸 – 屏蔽电磁区的基层纸，TÜV 检测     |

## 與藝術家和設計師的合作
| 1954    | • Neue Wohnung – 第二次世界大战后第一款几何小图案壁纸系列（Hans Leistikow 教授） • Neue Form – 第一款抽象物质壁纸系列，设计师：Elsbeth Kupferoth - New Apartment – the first collection with small graphical patterns to appear after the Second World War (Prof. Hans Leistikow) - New Form – first abstract fabric paper collection, Designed by Elsbeth Kupferoth |
| 1972    | - X-art-walls – 多种著名艺术家壁纸系列： Allen Jones, Niki de Saint Phalle, Jean Tinguely, Paul Wunderlich, Werner Berges |
| 1997    | - Janosch – 著名儿童读物作者的儿童房系列 |
| 2000    | - Ulf Moritz 1 – 前卫设计亮点 - 动画老鼠壁纸 – 电视节目《有那个老鼠的节目》图案的儿童房壁纸系列 |
| 2001    | - Felix – 儿童丛书长毛兔《Felix》授权系列 |
| ab 2001 | - Art Borders – 艺术家专辑，如 R. J. Anuszkiewicz、Ulf Moritz、Karim Rashid、Werner Berges 艺术、Luigi Colani、Zaha Hadid |

## 獎項
- 2004 – 黑森冠军（黑森州商会联盟）
- 2005 – 中型企业最高奖（Oskar-Patzelt 基金会）
- 2006 – AIT 建筑杂志创新奖
- 2006 – 年度企业奖（培训/eurodecor 2007）
- 2007 – 中型企业最高奖（Oskar-Patzelt 基金会）
- 2007 – 北黑森州 IHK 培训奖章
- 2009 – 中型企业最高奖（Oskar-Patzelt 基金会）
- 2010 – AIT建筑杂志创新奖
- 2010 – 德国2011设计奖提名，法兰克福博览会/德国艺术设计委员会

## 外部連結
- www.marburg.com